# Качар Ігор Олексійович
Ігор Олексійович Качар (29 вересня 1931 — 28 серпня 2022) — український футбольний арбітр.
1964 року розпочав арбітраж поєдинків чемпіонату СРСР. 13 липня 1966 року дебютував як головний арбітр. У чвертьфіналі кубка житомирське «Полісся» перемогло «Дунаєць» (Ізмаїл). З 10 квітня 1969 року — суддя всесоюзної категорії.
Протягом шістнадцяти сезонів обслуговував матчі чемпіонату і кубка СРСР. Провів як головний рефері 23 зустрічі, а в 55 матчах був боковим суддею.